# Johann Wenzel Peter
Pour les articles homonymes, voir Peter.
Johann Wenzel Peter est un artiste peintre autrichien, principalement peintre animalier, né à Carlsbad le 9 septembre 1745 et mort à Rome le 28 décembre 1829. Ses principales œuvres sont exposées au Musée du Vatican à Rome.

## Œuvres
Sa peinture et son œuvre en général ont la particularité de représenter le paradis biblique empli d'animaux vivant en harmonie. Il reproduit les animaux non seulement avec capacité picturale mais aussi avec une connaissance approfondie et une précision scientifique ; ses animaux semblent « photographiés ».
Son huile sur toile la plus connue est intitulée Adam et Ève au paradis terrestre. Wenzel y représente Adam et Ève entourés de plus de deux cents animaux du monde entier ; les dimensions sont de 336 cm sur 247 cm.
Ses nombreuses peintures sont particulières dans le fait du réalisme et de la perfection des animaux. Son œuvre Hibou avec proie en est le parfait exemple où le hibou fait ressortir tout son regard perçant à qui oserait le déranger pendant son festin.
Le pape Grégoire XVI a acheté pour la collection papale onze tableaux que Wenzel Peter avait gardé dans son atelier, après son décès.

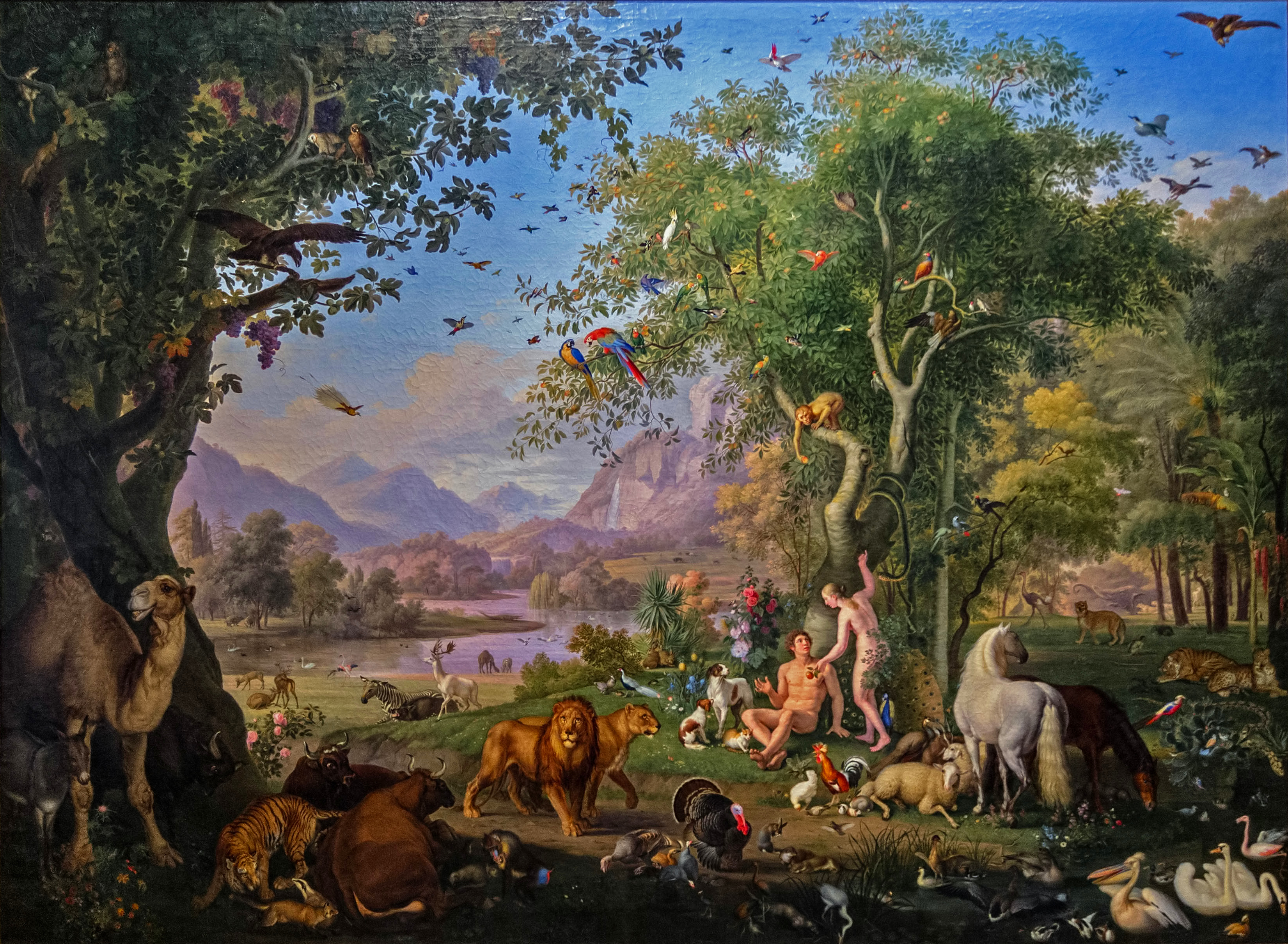
Adam et Ève au Paradis Terrestre

## Principales œuvres
- Adam et Ève au Paradis Terrestre[3]
- Autoportrait[3]
- Dindes
- Combat d'un lion contre un tigre[3]
- Hibou avec proies et paysage[3]
- Lutte d'un zèbre avec un léopard[3]
- Tigre, chat
- Les Lièvres et les levrauts dans leur tanière rocheuse[3]